# Czesław Rychlicki
Czesław Rychlicki (ur. 29 maja 1939 w Golubiu, zm. 17 grudnia 2022 w Sikorzu) – polski duchowny katolicki, teolog, profesor nauk teologicznych. Specjalista teologii dogmatycznej i ekumenicznej. Pełnił funkcję kierownika Zakładu Teologii Dogmatycznej i Ekumenizmu Uniwersytetu Mikołaja Kopernika w Toruniu i był członkiem Papieskiej Akademii Teologicznej w Watykanie.

## Życiorys
W latach 1957–1963 odbył formację w Wyższym Seminarium Duchownym w Płocku. Po otrzymaniu 16 czerwca 1963 święceń kapłańskich został skierowany na studia magisterskie na Wydziale Teologii Katolickiego Uniwersytetu Lubelskiego w Lublinie. Studia specjalistyczne realizował i doktorat z teologii dogmatycznej na podstawie rozprawy Cristologia negli scritti di Andrea Frycz Modrzewski – il precursore dell'ecumenismo uzyskał w 1970 na Papieskim Uniwersytecie Gregoriańskim w Rzymie. Paralelnie studiował w Papieskim Instytucie Biblijnym i Papieskim Instytucie Teologii Wschodniej w Rzymie. Stopień doktora habilitowanego nauk teologicznych w zakresie teologii dogmatycznej uzyskał w 1998 w Akademii Teologii Katolickiej w Warszawie (ATK). Przez szereg lat zajmował stanowisko profesora nadzwyczajnego Uniwersytetu Kardynała Stefana Wyszyńskiego w Warszawie. W 2002 uzyskał tytuł naukowy profesora. Jednocześnie był wykładowcą teologii dogmatycznej i ekumenizmu w seminariach duchownych w Płocku i w Toruniu. Był organizatorem i pierwszym dyrektorem Soborowego Studium Teologiczno-Pastoralnego i Punktu Konsultacyjnego ATK/UKSW w Warszawie, z siedzibą w Płocku. Dwukrotnie był członkiem Senatu ATK/UKSW w Warszawie oraz UMK w Toruniu. Został profesorem zwyczajnym Uniwersytetu Mikołaja Kopernika w Toruniu.
5 czerwca 2003 został członkiem Papieskiej Akademii Teologicznej w Watykanie. Był także sekretarzem Rady Naukowej Konferencji Episkopatu Polski. Zasiadał w Komitecie Nauk Teologicznych Polskiej Akademii Nauk.
Jako ekspert z zakresu ekumenizmu z mandatu Konferencji Episkopatu Polski był w latach 1980–1982 członkiem zespołu prowadzącego dialog z Kościołem Starokatolickim Mariawitów w sprawie wzajemnego uznania ważności sakramentu chrztu.
Uczestnik wielu krajowych i międzynarodowych sympozjów teologicznych, m.in. w Rzymie, Saragossie, Berlinie, Madrycie.
W 1987 r. został kanonikiem honorowym Kapituły Katedralnej Płockiej, zaś w 2004 r. został odznaczony przez Jana Pawła II godnością prałata honorowego Jego Świątobliwości.
Zmarł po ciężkiej chorobie 17 grudnia 2022 r. w Domu Seniora Leonianum – Piękne życie w Sikorzu koło Płocka.

## Ważniejsze publikacje
- Cristologia negli scritti di A. Frycz Modrzewski il precursore dell'ecumenismo, Roma 1971.
- Sakramentalny charakter przymierza małżeńskiego. Studium teologicznodogmatyczne, Płock 1997.
- Wielki Jubileusz Roku 2000. Sens – przesłanie – symbolika, Płock 2000.
- Wiara – nadzieja – miłość wobec wieczności. Z zagadnień współczesnej eschatologii, Płock 2001.
- Bóg jest miłością. Refleksja nad encykliką Benedykta XVI, Płock 2006.